# توخلا (استان لهستان بزرگ‌تر)
توخلا، (استان لهستان بزرگ‌تر) (به لاتین: Tuchola, Greater Poland Voivodeship) یک منطقهٔ مسکونی در لهستان است که در Gmina Sieraków واقع شده‌است.